# آتشفشان رینکون ده لا ویخا
'رینکون ده لا ویخا یک آندزیتی فعال آتشفشان مرکب در شمال غربی کاستاریکا است، حدود ۲۳ کیلومتر (۱۴ مایل) از لیبریا در استان گواناکاسته فاصله دارد.